# Цикл женских турниров ITF 2010 (октябрь — декабрь)
Цикл женских турниров ITF 2010 (англ. 2010 ITF Women's Circuit) — ежегодный женский тур профессиональных теннисистов, проводимый Международной федерацией тенниса.
Статья содержит результаты последней четверти года — с октября по декабрь.

## Расписание

### Легенда
| Призовой фонд |
| 100.000 USD   |
| 75.000 USD    |
| 50.000 USD    |
| 25.000 USD    |
| 10.000 USD    |

### Октябрь
| Дата начала | Турнир                                                                                          | Чемпионки (Счёт финала)                                             | Финалистки                                           |
| ----------- | ----------------------------------------------------------------------------------------------- | ------------------------------------------------------------------- | ---------------------------------------------------- |
| 4 октября   | Алжир, Алжир $10,000 — Грунт Турнир 2010                                                        | Сильвия Нирич 3-6 6-3 6-1                                           | Фатима Эль Аллами                                    |
| 4 октября   | Алжир, Алжир $10,000 — Грунт Турнир 2010                                                        | Фатима Эль Аллами Маркелла Кук 6-4 6-3                              | Софи Корнеротт Дженнифер Миган                       |
| 4 октября   | Анталия, Турция $10,000 — Грунт Турнир 2010                                                     | Виктория Каменская 6-4 6-0                                          | Карин Маргошова                                      |
| 4 октября   | Анталия, Турция $10,000 — Грунт Турнир 2010                                                     | Виктория Каменская Анна Орлик 7-6(7) 6-4                            | Шанталь Шкамлова Вероника Тумова                     |
| 4 октября   | Чаглари, Италия $10,000 — Грунт Турнир 2010                                                     | Анна Шефер 6-2 6-2                                                  | Франческа Маццали                                    |
| 4 октября   | Чаглари, Италия $10,000 — Грунт Турнир 2010                                                     | Элиса Алис Валентина Сульпизио Без игры                             | Май Граге Ева Ваканно                                |
| 4 октября   | Добрич, Болгария $10,000 — Грунт Турнир 2010                                                    | Данка Ковинич 6-4 6-3                                               | Изабелла Шиникова                                    |
| 4 октября   | Добрич, Болгария $10,000 — Грунт Турнир 2010                                                    | Камелия-Елена Христя Ионела-Андрея Йова 6-0 2-6 [10-6]              | Гулия Велиева Лютфия Велиева                         |
| 4 октября   | Эспинью, Португалия $10,000 — Грунт Турнир 2010                                                 | Ульрикке Эйкери 6-0 6-0                                             | Алис Тиссе                                           |
| 4 октября   | Эспинью, Португалия $10,000 — Грунт Турнир 2010                                                 | Ульрикке Эйкери Лена-Мари Хофманн 6-3 6-1                           | Барбара Лус Саманта Пауэрс                           |
| 4 октября   | Джакарта, Индонезия $10,000 — Хард Турнир 2010                                                  | Сэнди Гумуля 6-2 6-2                                                | Цзы Ян                                               |
| 4 октября   | Джакарта, Индонезия $10,000 — Хард Турнир 2010                                                  | Сэнди Гумуля Моэ Каватоко 7-6(3) 7-5                                | Чжань Хаоцин Хэ Сыжуй                                |
| 4 октября   | Лондрина, Бразилия $10,000 — Грунт Турнир 2010                                                  | Тельяна Перейра 6-4 6-0                                             | Вероника Сепеде Роиг                                 |
| 4 октября   | Лондрина, Бразилия $10,000 — Грунт Турнир 2010                                                  | Карен Эмилия Кастибланко Дуарте Камила Сильва 6-4 6-3               | Вероника Сепеде Роиг Вивиан Сеньини                  |
| 4 октября   | Мехико, Мексика $10,000 — Хард Турнир 2010                                                      | Ясмин Шнак 6-3 6-1                                                  | Андреа Бенитес                                       |
| 4 октября   | Мехико, Мексика $10,000 — Хард Турнир 2010                                                      | Ивана Кинг Ясмин Шнак 6-7(2) 6-3 [10-7]                             | Элизабет Феерис Николь Робинсон                      |
| 4 октября   | Нонтхабури, Таиланд $10,000 — Хард Турнир 2010                                                  | Нунгнадда Ваннасук 6-4 6-1                                          | Чжу Линь                                             |
| 4 октября   | Нонтхабури, Таиланд $10,000 — Хард Турнир 2010                                                  | Пеангтарн Плипыч Нунгнадда Ваннасук 7-5 6-7(4) [11-9]               | Чэнь И Варатчая Вонгтинчай                           |
| 4 октября   | Уильямсберг, США $10,000 — Грунт Турнир 2010                                                    | Лорен Дэвис 6-0 6-0                                                 | Лига Декмейере                                       |
| 4 октября   | Уильямсберг, США $10,000 — Грунт Турнир 2010                                                    | Ангелина Габуева Светлана Кривенчева 6-4 3-6 [10-8]                 | Саломе Девидзе Магда Окруашвили                      |
| 4 октября   | Лимож, Франция $25,000 — Хард Турнир 2010                                                       | Ивана Лисяк 6-0 6-3                                                 | Юлия Бейгельзимер                                    |
| 4 октября   | Лимож, Франция $25,000 — Хард Турнир 2010                                                       | Людмила Киченок Надежда Киченок 6-7(5) 6-4 [10-8]                   | Клер Фёэрстен Каролин Гарсия                         |
| 4 октября   | Порт-Пири, Австралия $25,000 — Хард Турнир 2010                                                 | Эрика Сэма 6-1 4-6 6-3                                              | Виктория Ларрьер                                     |
| 4 октября   | Порт-Пири, Австралия $25,000 — Хард Турнир 2010                                                 | Бояна Бобушич Алёнка Губачек 6-3 6-2                                | Мелани Саут Реми Тедзука                             |
| 4 октября   | Канзас-Сити, США $50,000 — Хард Турнир 2010                                                     | Ребекка Марино 6-7(4) 6-0 6-2                                       | Эдина Галловиц                                       |
| 4 октября   | Канзас-Сити, США $50,000 — Хард Турнир 2010                                                     | Джулия Дитти Абигейл Спирс 6-2 4-6 [10-3]                           | Лорен Альбанезе Ирина Фалькони                       |
| 4 октября   | Мадрид, Испания $50,000 — Грунт Турнир 2010                                                     | Елена Богдан 6-4 6-2                                                | Летисия Костас-Морейра                               |
| 4 октября   | Мадрид, Испания $50,000 — Грунт Турнир 2010                                                     | Лара Арруабаррена Мария-Тереса Торро-Флор 6-4 7-5                   | Ирина-Камелия Бегу Елена Богдан                      |
| 4 октября   | AEGON GB Pro-Series Barnstaple Барнстепл, Великобритания $75,000 — Хард Турнир 2010             | Алисон Риск 6-2 6-0                                                 | Юханна Ларссон                                       |
| 4 октября   | AEGON GB Pro-Series Barnstaple Барнстепл, Великобритания $75,000 — Хард Турнир 2010             | Андреа Главачкова Михаэлла Крайчек 7-6(4) 6-2                       | Сандра Клеменшиц Татьяна Малек                       |
| 4 октября   | Открытый чемпионат Японии Токио, Япония $100,000+H — Хард Турнир 2010                           | Аюми Морита 6-3 7-5                                                 | Джилл Крейбас                                        |
| 4 октября   | Открытый чемпионат Японии Токио, Япония $100,000+H — Хард Турнир 2010                           | Джилл Крейбас Тамарин Танасугарн 6-3 6-1                            | Урсула Радваньская Ольга Савчук                      |
| 4 октября   | Международный женский теннисный турнир в Джунии Джуния, Ливан $100,000+H — Грунт Турнир 2010    | Петра Цетковская 6-1 6-3                                            | Матильда Юханссон                                    |
| 4 октября   | Международный женский теннисный турнир в Джунии Джуния, Ливан $100,000+H — Грунт Турнир 2010    | Петра Цетковская Рената Ворачова 7-5 6-2                            | Андрея Клепач Ева Бирнерова                          |
| 11 октября  | Айн-Альсохна, Египет $10,000 — Грунт Турнир 2010                                                | Валентина Конфалоньери 5-0 — отказ                                  | Ивета Герлова                                        |
| 11 октября  | Айн-Альсохна, Египет $10,000 — Грунт Турнир 2010                                                | Ивета Герлова Луция Кригсманнова 6-1 6-4                            | Валентина Конфалоньери Далила Якупович               |
| 11 октября  | Анталия, Турция $10,000 — Грунт Турнир 2010                                                     | Кристина Дину 6-3 6-3                                               | Барбара Собашкевич                                   |
| 11 октября  | Анталия, Турция $10,000 — Грунт Турнир 2010                                                     | Шанталь Шкамлова Никола Вайдова 6-1 6-3                             | Башак Эрайдын Камилла Росателло                      |
| 11 октября  | Бол, Хорватия $10,000 — Грунт Турнир 2010                                                       | Дияна Бановец 6-0 6-0                                               | Мартина Гледачева                                    |
| 11 октября  | Бол, Хорватия $10,000 — Грунт Турнир 2010                                                       | Катажина Кава Наталья Колат 5-7 6-4 [10-8]                          | Аня Прислан Ева Ваканно                              |
| 11 октября  | Лима, Перу $10,000 — Грунт Турнир 2010                                                          | Лусия Хара-Лосано 6-7(4) 6-3 6-3                                    | Мария-Фернанда Алвес                                 |
| 11 октября  | Лима, Перу $10,000 — Грунт Турнир 2010                                                          | Мария-Фернанда Алвес Исабела Миро 6-4 6-4                           | Карен Эмилия Кастибланко Дуарте Андреа Кох Бенвенуто |
| 11 октября  | Паттайя, Таиланд $10,000 — Хард Турнир 2010                                                     | Луксика Кумкхум 6-4 6-3                                             | Эмма Флуд                                            |
| 11 октября  | Паттайя, Таиланд $10,000 — Хард Турнир 2010                                                     | Чэнь И Варатчая Вонгтинчай 7-5 6-2                                  | Жуань Тинфей Чжу Линь                                |
| 11 октября  | Сан-Паулу, Бразилия $10,000 — Грунт Турнир 2010                                                 | Роксана Вайсемберг 7-6(7) 4-6 6-4                                   | Каталина Пелья                                       |
| 11 октября  | Сан-Паулу, Бразилия $10,000 — Грунт Турнир 2010                                                 | Моника Альбукерке Вивиан Сеньини 6-4 6-4                            | Наталья Росси Барбара Раш                            |
| 11 октября  | Сеттимо-Сан-Пьетро, Италия $10,000 — Грунт Турнир 2010                                          | Анастасия Гримальска 4-6 6-2 7-5                                    | Карин Кнапп                                          |
| 11 октября  | Сеттимо-Сан-Пьетро, Италия $10,000 — Грунт Турнир 2010                                          | Сабрина Баумгартен Валерия Подда 7-5 6-0                            | Элиса Салис Валентина Сульпизио                      |
| 11 октября  | Харьков, Украина $25,000 — Ковёр(i) Турнир 2010                                                 | Оксана Калашникова 7-5 4-6 6-4                                      | Дарья Кучмина                                        |
| 11 октября  | Харьков, Украина $25,000 — Ковёр(i) Турнир 2010                                                 | Анастасия Васильева Анна Пивень 6-4 6-4                             | Михаэла Бузарнеску Марина Шамайко                    |
| 11 октября  | Маунт-Гамбье, Австралия $25,000 — Хард Турнир 2010                                              | Эрика Сэма 6-2 6-3                                                  | Ана-Клара Дуарте                                     |
| 11 октября  | Маунт-Гамбье, Австралия $25,000 — Хард Турнир 2010                                              | Элисон Бэй Ана-Клара Дуарте Без игры                                | Даниэлла Доминикович Сандра Заневская                |
| 11 октября  | Жуэ-ле-Тур, Франция $50,000 — Хард(i) Турнир 2010                                               | Алисон Риск 5-7 6-4 6-1                                             | Весна Манасиева                                      |
| 11 октября  | Жуэ-ле-Тур, Франция $50,000 — Хард(i) Турнир 2010                                               | Татьяна Малек Ирэна Павлович 6-2 6-4                                | Стефани Коэн-Алоро Селима Сфар                       |
| 11 октября  | Трой, США $50,000 — Хард(i) Турнир 2010                                                         | Ребекка Марино 6-1 6-2                                              | Эшли Вейнхольд                                       |
| 11 октября  | Трой, США $50,000 — Хард(i) Турнир 2010                                                         | Мэдисон Бренгл Эйжа Мухаммад 6-2 6-4                                | Алина Жидкова Лаура Зигемунд                         |
| 11 октября  | Koddaert Ladies Open Торхаут, Бельгия $100,000+H — Хард(i) Турнир 2010                          | Янина Викмайер 6-3 6-2                                              | Симона Халеп                                         |
| 11 октября  | Koddaert Ladies Open Торхаут, Бельгия $100,000+H — Хард(i) Турнир 2010                          | Татьяна Гарбин Тимея Бачински 6-4 6-2                               | Янина Викмайер Михаэлла Крайчек                      |
| 18 октября  | Ай-Альсохна, Египет $10,000 — Грунт Турнир 2010                                                 | Александра Каданцу 6-2 6-3                                          | Зузана Злохова                                       |
| 18 октября  | Ай-Альсохна, Египет $10,000 — Грунт Турнир 2010                                                 | Ивета Герлова Луция Кригсманнова 6-3 3-6 [10-8]                     | Река-Луца Яни Мартина Кубичикова                     |
| 18 октября  | Акко, Израиль $10,000 — Хард Турнир 2010                                                        | Юлия Глушко 6-2 6-2                                                 | Юлия Киммельманн                                     |
| 18 октября  | Акко, Израиль $10,000 — Хард Турнир 2010                                                        | Юлия Глушко Янина Толян 6-2 6-2                                     | Галли де Ваэль Зузана Лингова                        |
| 18 октября  | Анталия, Турция $10,000 — Грунт Турнир 2010                                                     | Кристина Дину 6-2 6-2                                               | Полина Виноградова                                   |
| 18 октября  | Анталия, Турция $10,000 — Грунт Турнир 2010                                                     | Кристина Дину Ионела-Андрея Йова 1-6 6-2 [10-7]                     | Влада Екшибарова Барбара Собашкевич                  |
| 18 октября  | Дубровник, Хорватия $10,000 — Грунт Турнир 2010                                                 | Диана Энаке 6-3 7-5                                                 | Вивьен Виерин                                        |
| 18 октября  | Дубровник, Хорватия $10,000 — Грунт Турнир 2010                                                 | Ралука Елена Платон Ингрид-Александра Раду 1-6 6-1 [10-6]           | Элора Дабижа Наташа Зорич                            |
| 18 октября  | Кхонкэн, Таиланд $10,000 — Хард Турнир 2010                                                     | Чжу Линь 6-3 6-2                                                    | Луксика Кумкхум                                      |
| 18 октября  | Кхонкэн, Таиланд $10,000 — Хард Турнир 2010                                                     | Луксика Кумкхум Варатчая Вонгтинчай 6-4 7-5                         | Хюинь Фыонг Дай Чанг Майя Като                       |
| 18 октября  | Монастир, Тунис $10,000 — Хард Турнир 2010                                                      | Мартина Борецкая 7-5 6-1                                            | Яна Чепелова                                         |
| 18 октября  | Монастир, Тунис $10,000 — Хард Турнир 2010                                                      | Ирина Глимакова Полина Монова 6-2 1-6 [10-7]                        | Йована Якшич Александра Хабибулина                   |
| 18 октября  | Санта-Мария, Бразилия $10,000 — Грунт Турнир 2010                                               | Роксана Вайсемберг 6-3 6-4                                          | Фернанда Брито                                       |
| 18 октября  | Санта-Мария, Бразилия $10,000 — Грунт Турнир 2010                                               | Вероника Сепеде Роиг Вивиан Сеньини Без игры                        | Наташа Лотуффо Роксана Вайсемберг                    |
| 18 октября  | Севилья, Испания $10,000 — Грунт Турнир 2010                                                    | Карин Кнапп 6-0 6-1                                                 | Андреа Гамис                                         |
| 18 октября  | Севилья, Испания $10,000 — Грунт Турнир 2010                                                    | Пилар Домингес-Лопес Шейла Салсона-Каркасона 7-6(2) 6-2             | Морган Понс Алис Тиссе                               |
| 18 октября  | Йонволь, Южная Корея $10,000 — Хард Турнир 2010                                                 | Ким Кун Хи 7-5 1-2 — отказ                                          | Ким На Ри                                            |
| 18 октября  | Йонволь, Южная Корея $10,000 — Хард Турнир 2010                                                 | Ким Джи Юн Ким Джун Ын 3-6 7-5 [10-7]                               | Ким Кун Хи Ким На Ри                                 |
| 18 октября  | Глазго, Великобритания $25,000 — Хард(i) Турнир 2010                                            | Каролина Плишкова 3-6 6-0 6-3                                       | Эйрини Георгату                                      |
| 18 октября  | Глазго, Великобритания $25,000 — Хард(i) Турнир 2010                                            | Карен Барбат Джулия Майр Без игры                                   | Эйрини Георгату Валерия Савиных                      |
| 18 октября  | Лагос, Нигерия $25,000 — Хард Турнир 2010                                                       | Зузана Кучова 6-2 6-0                                               | Натали Пикьон                                        |
| 18 октября  | Лагос, Нигерия $25,000 — Хард Турнир 2010                                                       | Нина Братчикова Агнеш Сатмари 6-4 6-3                               | Анна Бражникова Анастасия Мухаметова                 |
| 18 октября  | Рок-Хилл, США $25,000 — Хард Турнир 2010                                                        | Камила Джорджи 6-3 6-4                                              | Ирина Фалькони                                       |
| 18 октября  | Рок-Хилл, США $25,000 — Хард Турнир 2010                                                        | Мария-Фернанда Алвес Мариана Дуке-Мариньо 6-1 4-6 [10-4]            | Санас Марано Кейтлин Хуриски                         |
| 18 октября  | Сен-Рафаэль, Франция $50,000 — Хард(i) Турнир 2010                                              | Алисон Риск 6-4 6-2                                                 | Урсула Радваньская                                   |
| 18 октября  | Сен-Рафаэль, Франция $50,000 — Хард(i) Турнир 2010                                              | Сандра Клеменшиц Татьяна Малек 6-2 6-4                              | Эстрелья Кабеса-Кандела Лаура Поус-Тио               |
| 25 октября  | Богота, Колумбия $10,000 — Грунт Турнир 2010                                                    | Адриана Перес 6-1 1-6 6-1                                           | Карен Эмилия Кастибланко Дуарте                      |
| 25 октября  | Богота, Колумбия $10,000 — Грунт Турнир 2010                                                    | Карен Эмилия Кастибланко Дуарте Андреа Кох Бенвенуто 1-6 6-3 [10-6] | Фернанда Брито Даниэла Сегель                        |
| 25 октября  | Дубровник, Хорватия $10,000 — Грунт Турнир 2010                                                 | Клаудиа Боцзова 6-3 7-5                                             | Наташа Зорич                                         |
| 25 октября  | Дубровник, Хорватия $10,000 — Грунт Турнир 2010                                                 | Диана Энаке Андрея-Роксана Вайдяну 6-3 6-2                          | Ольга Брозда Наталья Колат                           |
| 25 октября  | Иту, Бразилия $10,000 — Грунт Турнир 2010                                                       | Наталья Росси 6-4 6-4                                               | Барбара Руш                                          |
| 25 октября  | Иту, Бразилия $10,000 — Грунт Турнир 2010                                                       | Габриэла Се Вивиан Сеньини 6-0 6-4                                  | Флавия Дечандт Араужо Карла Форте                    |
| 25 октября  | Кучинг, Малайзия $10,000 — Хард Турнир 2010                                                     | Сабина Шарипова 6-4 6-3                                             | Сэнди Гумуля                                         |
| 25 октября  | Кучинг, Малайзия $10,000 — Хард Турнир 2010                                                     | Сэнди Гумуля Сабина Шарипова 6-3 6-2                                | Рушми Чакраварти Элоди Рогж-Дитриш                   |
| 25 октября  | Монастир, Тунис $10,000 — Хард Турнир 2010                                                      | Яна Чепелова 6-2 6-2                                                | Диана Марцинкевич                                    |
| 25 октября  | Монастир, Тунис $10,000 — Хард Турнир 2010                                                      | Ким Килсдонк Николетт ван Эйтерт 6-3 6-2                            | Индра Бидж Николь Клерико                            |
| 25 октября  | Сан-Кугат-дель-Вальес, Испания $10,000 — Грунт Турнир 2010                                      | Бенедетта Давато 6-4 3-6 6-2                                        | Федерика Кверчия                                     |
| 25 октября  | Сан-Кугат-дель-Вальес, Испания $10,000 — Грунт Турнир 2010                                      | Ивонн Кавалье Реймерс Кармен Лопес-Руэда 6-3 7-5                    | Дезире Шеленц Яна Сизикова                           |
| 25 октября  | Тайбэй, Тайвань $10,000 — Хард(i) Турнир 2010                                                   | Чжэн Сайсай 6-3 6-3                                                 | Чжан Лин                                             |
| 25 октября  | Тайбэй, Тайвань $10,000 — Хард(i) Турнир 2010                                                   | Гао Шаоюань Ван Цян 6-3 7-6(2)                                      | Жуань Тинфэй Чжэн Сайсай                             |
| 25 октября  | Вила-Реал-ди-Санту-Антониу, Португалия $10,000 — Грунт Турнир 2010                              | Анастасия Гримальска 6-1 7-5                                        | Лена-Мари Хофманн                                    |
| 25 октября  | Вила-Реал-ди-Санту-Антониу, Португалия $10,000 — Грунт Турнир 2010                              | Аличе Балдуччи Анастасия Гримальска 6-2 6-3                         | Морган Понс Алис Тиссе                               |
| 25 октября  | Йонволь, Южная Корея $10,000 — Хард(i) Турнир 2010                                              | Ким Чи Ён 7-6(1) 6-3                                                | Кан Со Кюн                                           |
| 25 октября  | Йонволь, Южная Корея $10,000 — Хард(i) Турнир 2010                                              | Хам Ми Рэ Чон Ён Юн 6-3 2-6 [10-4]                                  | Кан Со Кюн Ли Хе Мин                                 |
| 25 октября  | Баямон, Пуэрто-Рико $25,000 — Хард Турнир 2010                                                  | Лорен Дэвис 7-6(5) 6-4                                              | Мэдисон Киз                                          |
| 25 октября  | Баямон, Пуэрто-Рико $25,000 — Хард Турнир 2010                                                  | Мария-Фернанда Алвес Мари-Эв Пеллетье 7-6(5) 6-4                    | Мария Иригойен Флоренсия Молинеро                    |
| 25 октября  | Каир, Египет $25,000 — Грунт Турнир 2010                                                        | Штефани Фогт 6-1 6-3                                                | Маша Зец-Пешкирич                                    |
| 25 октября  | Каир, Египет $25,000 — Грунт Турнир 2010                                                        | Река-Луца Яни Мартина Кубичикова 6-7(4) 6-1 [11-9]                  | Штефани Фогт Маша Зец-Пешкирич                       |
| 25 октября  | Стамбул, Турция $25,000 — Хард Турнир 2010                                                      | Ирина Курянович 3-6 6-1 7-5                                         | Андреа Главачкова                                    |
| 25 октября  | Стамбул, Турция $25,000 — Хард Турнир 2010                                                      | Оксана Калашникова Марта Сироткина 6-3 6-1                          | Екатерина Бычкова Ирина Курянович                    |
| 25 октября  | Лагос, Нигерия $25,000 — Хард Турнир 2010                                                       | Нина Братчикова 7-5 6-1                                             | Зузана Кучова                                        |
| 25 октября  | Лагос, Нигерия $25,000 — Хард Турнир 2010                                                       | Мелани Клаффнер Каролина Косинска 3-6 7-5 [10-7]                    | Нина Братчикова Агнеш Сатмари                        |
| 25 октября  | Вьеннский международный женский теннисный турнир Пуатье, Франция $100,000 — Хард(i) Турнир 2010 | София Арвидссон 6-2 7-6(4)                                          | Полин Парментье                                      |
| 25 октября  | Вьеннский международный женский теннисный турнир Пуатье, Франция $100,000 — Хард(i) Турнир 2010 | Луция Градецкая Рената Ворачова 6-7(5) 6-2 [10-5]                   | Акгуль Аманмурадова Кристина Барруа                  |

### Ноябрь
| Дата начала | Турнир                                                                         | Чемпионки (Счёт финала)                                      | Финалистки                                           |
| ----------- | ------------------------------------------------------------------------------ | ------------------------------------------------------------ | ---------------------------------------------------- |
| 1 ноября    | Анталия, Турция $10,000 — Хард(i) Турнир 2010                                  | Марта Сироткина 6-2 6-0                                      | Мартина Балогова                                     |
| 1 ноября    | Анталия, Турция $10,000 — Хард(i) Турнир 2010                                  | Нигина Абдураимова Марта Сироткина 3-6 6-1 [10-7]            | Юлия Самусёва Екатерина Яковлева                     |
| 1 ноября    | Богота, Колумбия $10,000 — Грунт Турнир 2010                                   | Юлиана Лисарасо 6-1 7-6(1)                                   | Натали Ю                                             |
| 1 ноября    | Богота, Колумбия $10,000 — Грунт Турнир 2010                                   | Юлиана Лисарасо Адриана Перес 6-2 7-6(5)                     | Карен Эмилия Кастибланко Дуарте Андреа Кох Бенвенуто |
| 1 ноября    | Карило, Аргентина $10,000 — Грунт Турнир 2010                                  | Ванеса Фурланетто 6-3 6-3                                    | Карла Лусеро                                         |
| 1 ноября    | Карило, Аргентина $10,000 — Грунт Турнир 2010                                  | Ванеса Фурланетто Камила Силва 6-2 6-1                       | Лусия Хара-Лосано Лусиана Сарменти                   |
| 1 ноября    | Ла-Марса, Тунис $10,000 — Грунт Турнир 2010                                    | Аманда Каррерас 7-6(4) 6-0                                   | Эрика Дзанкетта                                      |
| 1 ноября    | Ла-Марса, Тунис $10,000 — Грунт Турнир 2010                                    | Аманда Каррерас Шейла Солсона-Каркасона 6-4 7-5              | Хения Эрмосо Иветт Лопес                             |
| 1 ноября    | Мальорка, Испания $10,000 — Грунт Турнир 2010                                  | Лара Арруабаррена 6-3 6-3                                    | Сандра Солер-Сола                                    |
| 1 ноября    | Мальорка, Испания $10,000 — Грунт Турнир 2010                                  | Лара Арруабаррена Инес Феррер-Суарес 7-5 6-2                 | Мария Жуан Кёлер Августа Цыбышева                    |
| 1 ноября    | Манила, Филиппины $10,000 — Хард Турнир 2010                                   | Пуола СуомаЛайнен 6-3 6-3                                    | Луксика Кумкхум                                      |
| 1 ноября    | Манила, Филиппины $10,000 — Хард Турнир 2010                                   | Ян Чжаосюань Чжу Линь 6-4 6-7(5) [10-7]                      | Ким Чи Ён Ким Чин Хе                                 |
| 1 ноября    | Минск, Беларусь $10,000 — Ковёр(i) Турнир 2010                                 | Анастасия Васильева 6-4 4-6 6-3                              | Евгения Пашкова                                      |
| 1 ноября    | Минск, Беларусь $10,000 — Ковёр(i) Турнир 2010                                 | Евгения Пашкова Мария Жаркова 5-7 7-5 [12-10]                | Оксана Павлова Екатерина Яшина                       |
| 1 ноября    | Стокгольм, Швеция $10,000 — Хард(i) Турнир 2010                                | Михаэла Гонцова 6-4 6-7(5) 6-3                               | Анна Бражникова                                      |
| 1 ноября    | Стокгольм, Швеция $10,000 — Хард(i) Турнир 2010                                | Ксения Кнолль Лара Михел 6-3 6-3                             | Карен Барбат Анна Бражникова                         |
| 1 ноября    | Сандерленд, Великобритания $10,000 — Хард(i) Турнир 2010                       | Анна Фицпатрик 6-2 3-6 7-5                                   | Саманта Маррей                                       |
| 1 ноября    | Сандерленд, Великобритания $10,000 — Хард(i) Турнир 2010                       | Аманда Эллиотт Анна Фицпатрик 6-2 6-3                        | Тара Мур Франческа Стефенсон                         |
| 1 ноября    | Калгурли, Австралия $25,000 — Хард Турнир 2010                                 | Юлия Глушко 6-1 6-2                                          | Изабелла Холланд                                     |
| 1 ноября    | Калгурли, Австралия $25,000 — Хард Турнир 2010                                 | Даниэлла Доминикович Джессика Мур 6-4 2-6 [10-6]             | Тимея Бабош Моника Вейнерт                           |
| 1 ноября    | Грейпвайн, США $50,000 — Хард Турнир 2010                                      | Варвара Лепченко 7-6(1) 6-4                                  | Джейми Хэмптон                                       |
| 1 ноября    | Грейпвайн, США $50,000 — Хард Турнир 2010                                      | Аша Ролле Машона Вашингтон 5-7 6-2 [11-9]                    | Джулия Дитти Шанель Схеперс                          |
| 1 ноября    | Торонто, Канада $50,000 — Хард(i) Турнир 2010                                  | Хезер Уотсон 6-3 6-3                                         | Ализе Лим                                            |
| 1 ноября    | Торонто, Канада $50,000 — Хард(i) Турнир 2010                                  | Габриэла Дабровски Шэрон Фичмен 6-4 6-0                      | Бриттани Огастин Александра Мюллер                   |
| 1 ноября    | Исманинг, Германия $50,000 — Ковёр(i) Турнир 2010                              | Урсула Радваньская 7-5 6-4                                   | Андреа Главачкова                                    |
| 1 ноября    | Исманинг, Германия $50,000 — Ковёр(i) Турнир 2010                              | Кристина Барруа Анна-Лена Грёнефельд 6-1 7-6(3)              | Татьяна Арефьева Юлиана Федак                        |
| 1 ноября    | Нант, Франция $50,000 — Хард(i) Турнир 2010                                    | Луция Градецкая 6-3 6-1                                      | Валерия Савиных                                      |
| 1 ноября    | Нант, Франция $50,000 — Хард(i) Турнир 2010                                    | Энн Кеотавонг Анна Смит 5-7 6-1 [10-6]                       | Мервана Югич-Салкич Дарья Юрак                       |
| 1 ноября    | OEC Taipei Ladies Open Тайбэй, Тайвань $100,000 — Ковёр(i) Турнир 2010         | Пэн Шуай 6-1 6-4                                             | Аюми Морита                                          |
| 1 ноября    | OEC Taipei Ladies Open Тайбэй, Тайвань $100,000 — Ковёр(i) Турнир 2010         | Чжан Кайчжэнь Чжуан Цзяжун 6-4 6-2                           | Се Шувэй Саня Мирза                                  |
| 8 ноября    | Анталия, Турция $10,000 — Хард(i) Турнир 2010                                  | Влада Екшибарова 6-2 4-6 6-2                                 | Кристина-Андрея Миту                                 |
| 8 ноября    | Анталия, Турция $10,000 — Хард(i) Турнир 2010                                  | Никола Франкова Марта Сироткина 3-6 7-5 [10-5]               | Дарья Сальникова Никола Слейтер                      |
| 8 ноября    | Асунсьон, Парагвай $10,000 — Грунт Турнир 2010                                 | Ванеса Фурланетто 1-6 6-4 7-5                                | Вероника Сепеде Роиг                                 |
| 8 ноября    | Асунсьон, Парагвай $10,000 — Грунт Турнир 2010                                 | Вероника Сепеде Роиг Ванеса Фурланетто 6-4 7-5               | Лусиана Сарменти Каролина Себальос                   |
| 8 ноября    | Богота, Колумбия $10,000 — Грунт Турнир 2010                                   | Андреа Кох Бенвенуто 6-1 7-5                                 | Патрисия Ивет Ку Флорес                              |
| 8 ноября    | Богота, Колумбия $10,000 — Грунт Турнир 2010                                   | Карен Эмилия Кастибланко Дуарте Андреа Кох Бенвенуто 6-4 7-5 | Карен Жоанна Рамирес Ривера Даниэла Сегель           |
| 8 ноября    | Гавр, Франция $10,000 — Грунт(i) Турнир 2010                                   | Лаура-Иоана Андрей 6-2 6-4                                   | Селин Гескьер                                        |
| 8 ноября    | Гавр, Франция $10,000 — Грунт(i) Турнир 2010                                   | Селин Гескьер Андреа Ка 7-5 7-5                              | Лаура-Иоана Андрей Михаэла Був                       |
| 8 ноября    | Лофборо, Великобритания $10,000 — Хард(i) Турнир 2010                          | Лара Михел 6-2 6-2                                           | Анна Фицпатрик                                       |
| 8 ноября    | Лофборо, Великобритания $10,000 — Хард(i) Турнир 2010                          | Джоселин Рэй Джада Уиндли 6-3 5-7 [10-4]                     | Яна Яндова Петра Крейсова                            |
| 8 ноября    | Мальорка, Испания $10,000 — Грунт Турнир 2010                                  | Лара Арруабаррена 7-6(2) 6-3                                 | Мария Жуан Кёлер                                     |
| 8 ноября    | Мальорка, Испания $10,000 — Грунт Турнир 2010                                  | Маркелла Кук Ева Ваканно 6-3 6-2                             | Бенедетта Давато Федерика Кверча                     |
| 8 ноября    | Манила, Филиппины $10,000 — Хард Турнир 2010                                   | Элоди Рогж-Дитрих 6-4 6-0                                    | Ясмин Шнак                                           |
| 8 ноября    | Манила, Филиппины $10,000 — Хард Турнир 2010                                   | Луксика Кумкхум Пеангтарн Плипыч 6-4 7-5                     | Ивана Кинг Ясмин Шнак                                |
| 8 ноября    | Тандиль, Аргентина $10,000 — Грунт Турнир 2010                                 | Камила Сильва 6-7(5) 6-3 6-2                                 | Барбара Руш                                          |
| 8 ноября    | Тандиль, Аргентина $10,000 — Грунт Турнир 2010                                 | Лусия Харо-Лосано Карла Лусеро 4-6 6-4 [10-3]                | Хордана Лухан Каталина Пелья                         |
| 8 ноября    | Эсперансе, Австралия $25,000 — Хард Турнир 2010                                | Саша Джонс 6-2 6-3                                           | Чагла Бююкакчай                                      |
| 8 ноября    | Эсперансе, Австралия $25,000 — Хард Турнир 2010                                | Даниэлла Доминикович Джессика Мур 7-6(5) 6-3                 | Тиаки Окадауэ Рэми Тэдзука                           |
| 8 ноября    | Минск, Беларусь $25,000 — Хард(i) Турнир 2010                                  | Леся Цуренко 6-3 6-2                                         | Рихел Хогенкамп                                      |
| 8 ноября    | Минск, Беларусь $25,000 — Хард(i) Турнир 2010                                  | Елена Бовина Екатерина Бычкова 6-4 6-0                       | Паула Каня Катажина Питер                            |
| 8 ноября    | Goldwater Women's Tennis Classic Финикс, США $75,000 — Хард Турнир 2010        | Варвара Лепченко 6-3 7-6(5)                                  | Мелани Уден                                          |
| 8 ноября    | Goldwater Women's Tennis Classic Финикс, США $75,000 — Хард Турнир 2010        | Коко Вандевеге Татьяна Лужанская 7-5 6-4                     | Джулия Босеруп Слоан Стивенс                         |
| 15 ноября   | Асунсьон, Парагвай $10,000 — Грунт Турнир 2010                                 | Вероника Сепеде Роиг 6-2 6-2                                 | Татьяна Буа                                          |
| 15 ноября   | Асунсьон, Парагвай $10,000 — Грунт Турнир 2010                                 | Вероника Сепеде Роиг Ванеса Фурланетто 6-2 2-6 [10-3]        | Лусия Хара-Лосано Лусиана Сарменти                   |
| 15 ноября   | Экедревиль, Франция $10,000 — Хард Турнир 2010                                 | Жессика Гинье 7-5 6-2                                        | Клотильд де Бернарди                                 |
| 15 ноября   | Экедревиль, Франция $10,000 — Хард Турнир 2010                                 | Флоранс Аринг Нантенайна Рамалалахаривололона 1-6 6-3 [10-6] | Ким Килсдонк Николетт ван Эйтерт                     |
| 15 ноября   | Хёго, Япония $10,000 — Ковёр Турнир 2010                                       | Ван Цян 6-1 6-4                                              | Юрина Косино                                         |
| 15 ноября   | Хёго, Япония $10,000 — Ковёр Турнир 2010                                       | Чинами Оги Сихо Отаке 7-5 6-2                                | Канаэ Хисами Юрина Косино                            |
| 15 ноября   | Мальорка, Испания $10,000 — Грунт Турнир 2010                                  | Диана Энаке 6-4 6-2                                          | Карин Кнапп                                          |
| 15 ноября   | Мальорка, Испания $10,000 — Грунт Турнир 2010                                  | Диана Энаке Ралука-Елена Платон 6-3 7-6(3)                   | Мария Жуан Кёлер Августа Цыбышева                    |
| 15 ноября   | Кито, Эквадор $10,000 — Грунт Турнир 2010                                      | Мари-Элис Касарес 6-2 7-5                                    | Доменика Гонсалес                                    |
| 15 ноября   | Кито, Эквадор $10,000 — Грунт Турнир 2010                                      | Марианна Демикелли Вергара Кэти Ракерт 6-1 6-7(5) [10-7]     | Беатрис Мария Мартинс Секато Карина Соуза            |
| 15 ноября   | Открытый чемпионат Словакии Братислава, Словакия $25,000 — Хард(i) Турнир 2010 | Катерина Бондаренко 7-6(3) 6-2                               | Евгения Родина                                       |
| 15 ноября   | Открытый чемпионат Словакии Братислава, Словакия $25,000 — Хард(i) Турнир 2010 | Эмма Лайне Ирэна Павлович 6-4 6-4                            | Клер Фёэрстен Валерия Савиных                        |
| 15 ноября   | Нитерой, Бразилия $25,000 — Грунт Турнир 2010                                  | Александра Каданцу 6-1 1-6 6-1                               | Джулия Коэн                                          |
| 15 ноября   | Нитерой, Бразилия $25,000 — Грунт Турнир 2010                                  | Мария-Фернанда Алвес Ана-Клара Дуарте 6-4 6-4                | Моника Альбукерке Фернанда Эрменежильду              |
| 15 ноября   | Ополе, Польша $25,000 — Ковёр(i) Турнир 2010                                   | Сандра Заглавова 5-7 7-6(4) 6-4                              | Магда Линетт                                         |
| 15 ноября   | Ополе, Польша $25,000 — Ковёр(i) Турнир 2010                                   | Оксана Калашникова Полина Пехова 6-3 6-4                     | Паула Каня Магда Линетт                              |
| 15 ноября   | Веллингтон, Новая Зеландия $25,000 — Хард Турнир 2010                          | Эрика Сэма 6-2 3-6 6-4                                       | Елица Костова                                        |
| 15 ноября   | Веллингтон, Новая Зеландия $25,000 — Хард Турнир 2010                          | Тимея Бабош Тамми Паттерсон 6-3 6-2                          | Ярмила Грот Джада Хоппер                             |
| 22 ноября   | Асунсьон, Парагвай $10,000 — Грунт Турнир 2010                                 | Инес Феррер-Суарес 6-2 6-2                                   | Ева Фернандес-Брюгес                                 |
| 22 ноября   | Асунсьон, Парагвай $10,000 — Грунт Турнир 2010                                 | Андреа Бенитес Татьяна Буа 6-2 6-4                           | Лусия Хара-Лосано Лусиана Сарменти                   |
| 22 ноября   | Баруэри, Бразилия $10,000 — Хард Турнир 2010                                   | Конни Перрен 5-0 — отказ                                     | Александра Каданцу                                   |
| 22 ноября   | Баруэри, Бразилия $10,000 — Хард Турнир 2010                                   | Фернанда Фария Паула-Кристина Гонсалвес 7-5 4-6 [10-3]       | Мария-Фернанда Альварес-Теран Аранса Салют           |
| 22 ноября   | Консепсьон, Чили $10,000 — Грунт Турнир 2010                                   | Камила Силва 6-4 6-2                                         | Йосанн ван Беннеком                                  |
| 22 ноября   | Консепсьон, Чили $10,000 — Грунт Турнир 2010                                   | Фернанда Брито Даниэла Сегель 6-2 6-3                        | Карен Эмилия Кастибланко Дуарте Камила Силва         |
| 22 ноября   | Валь-де-Ушо, Испания $10,000 — Грунт Турнир 2010                               | Лара Арруабаррена 7-5 7-6(6)                                 | Нанули Пипия                                         |
| 22 ноября   | Валь-де-Ушо, Испания $10,000 — Грунт Турнир 2010                               | Аманда Каррерас Андреа Гамис 7-6(5) 6-3                      | Лара Арруабаррена Бенедетта Давато                   |
| 22 ноября   | Пршеров, Чехия $25,000 — Хард(i) Турнир 2010                                   | Рената Ворачова 4-6 6-3 7-5                                  | Клер Фёэрстен                                        |
| 22 ноября   | Пршеров, Чехия $25,000 — Хард(i) Турнир 2010                                   | Ивета Герлова Луция Кригсманнова 6-1 6-3                     | Ольга Брозда Наталья Колат                           |
| 22 ноября   | Траралгон, Австралия $25,000 — Хард Турнир 2010                                | Юлия Глушко 2-6 7-5 7-6(4)                                   | Саша Джонс                                           |
| 22 ноября   | Траралгон, Австралия $25,000 — Хард Турнир 2010                                | Тимея Бабош Мелани Саут 6-3 6-2                              | Ярмила Грот Джада Хоппер                             |
| 22 ноября   | Dunlop World Challenge Тойота, Япония $75,000 — Ковёр(i) Турнир 2010           | Мисаки Дой 7-5 6-2                                           | Дзюнри Намигата                                      |
| 22 ноября   | Dunlop World Challenge Тойота, Япония $75,000 — Ковёр(i) Турнир 2010           | Сюко Аояма Рика Фудзивара 1-6 6-3 [11-9]                     | Мэдэлина Гожня Ирина-Камелия Бегу                    |
| 29 ноября   | Айн-Альсохна, Египет $10,000 — Грунт Турнир 2010                               | Шанель Симмондс 6-4 6-7(5) 7-6(6)                            | Ана Йованович                                        |
| 29 ноября   | Айн-Альсохна, Египет $10,000 — Грунт Турнир 2010                               | Галина Фокина Марина Мельникова 6-3 2-6 [13-11]              | Индра Биджи Николь Клерико                           |
| 29 ноября   | Мандья, Индия $10,000 — Хард Турнир 2010                                       | Анастасия Васильева 6-2 3-6 6-2                              | Луксика Кумкхум                                      |
| 29 ноября   | Мандья, Индия $10,000 — Хард Турнир 2010                                       | Пеангтарн Плипыч Нунгнадда Ваннасюк 6-1 6-1                  | Рушми Чакраварти Пуяшри Венкатеша                    |
| 29 ноября   | Сантьяго, Чили $10,000 — Грунт Турнир 2010                                     | Андреа Кох Бенвенуто 6-2 6-2                                 | Вероника Сепеде Роиг                                 |
| 29 ноября   | Сантьяго, Чили $10,000 — Грунт Турнир 2010                                     | Вероника Сепеде Роиг Лусиана Сарменти 6-1 6-3                | Барбара Руш Камила Силва                             |
| 29 ноября   | Винарос, Испания $10,000 — Грунт Турнир 2010                                   | Лара Арруабаррена 6-2 6-0                                    | Кристина Дину                                        |
| 29 ноября   | Винарос, Испания $10,000 — Грунт Турнир 2010                                   | Арабела Фернандес-Рабенер Анна Арина Маренко 7-6(4) 7-5      | Кристина Дину Ионела-Андрея Йова                     |
| 29 ноября   | Бендиго, Австралия $25,000 — Хард Турнир 2010                                  | Тимея Бабош 3-6 6-3 7-5                                      | Елица Костова                                        |
| 29 ноября   | Бендиго, Австралия $25,000 — Хард Турнир 2010                                  | Тимея Бабош Мелани Саут 6-3 6-2                              | Ярмила Грот Джада Хоппер                             |
| 29 ноября   | Рио-де-Жанейро, Бразилия $25,000 — Грунт Турнир 2010                           | Александра Каданцу 6-1 6-3                                   | Джулия Коэн                                          |
| 29 ноября   | Рио-де-Жанейро, Бразилия $25,000 — Грунт Турнир 2010                           | Мария-Фернанда Алвес Ана-Клара Дуарте Без игры               | Ализе Лим Паула Ормаэчеа                             |

### Декабрь
| Дата начала | Турнир                                                            | Чемпионки (Счёт финала)                                 | Финалистки                                  |
| ----------- | ----------------------------------------------------------------- | ------------------------------------------------------- | ------------------------------------------- |
| 6 декабря   | Айн-Альсохна, Египет $10,000 — Грунт Турнир 2010                  | София Ковалец 6-0 6-2                                   | Ана Йованович                               |
| 6 декабря   | Айн-Альсохна, Египет $10,000 — Грунт Турнир 2010                  | София Ковалец Шанель Симмондс 6-1 6-2                   | Галина Фокина Марина Мельникова             |
| 6 декабря   | Беникарло, Испания $10,000 — Грунт Турнир 2010                    | Андреа Гамис 3-6 6-2 6-4                                | Анастасия Гримальска                        |
| 6 декабря   | Беникарло, Испания $10,000 — Грунт Турнир 2010                    | Арабела Фернандес-Рабенер Анна Арина Маренко 6-3 7-6(1) | Анастасия Гримальска Андрея-Роксана Войдяну |
| 6 декабря   | Дубай, ОАЭ $10,000 — Хард Турнир 2010                             | Марта Сироткина 6-0 6-0                                 | Михаэла Бузарнеску                          |
| 6 декабря   | Дубай, ОАЭ $10,000 — Хард Турнир 2010                             | Елена Чалова Ксения Палкина 6-2 6-4                     | Татьяна Арефьева Юлиана Федак               |
| 6 декабря   | Гавана, Куба $10,000 — Хард Турнир 2010                           | Надежда Гуськова 6-1 6-2                                | Мислейдис Диас-Гонсалес                     |
| 6 декабря   | Гавана, Куба $10,000 — Хард Турнир 2010                           | Мислейдис Диас-Гонсалес Ямиль Форс-Герра 6-1 6-2        | Дженнифер Аллан Надежда Гуськова            |
| 6 декабря   | Талька, Чили $10,000 — Грунт Турнир 2010                          | Вероника Сепеде Роиг 7-6(2) 3-6 6-3                     | Камила Силва                                |
| 6 декабря   | Талька, Чили $10,000 — Грунт Турнир 2010                          | Вероника Сепеде Роиг Лусиана Сарменти 6-3 6-1           | Флавия Гимараеш Буэно Белен Лудуэна         |
| 6 декабря   | Бангалор, Индия $25,000 — Хард Турнир 2010                        | Нича Летпитаксинчай 6-4 6-3                             | Кумико Иидзима                              |
| 6 декабря   | Бангалор, Индия $25,000 — Хард Турнир 2010                        | Луксика Кумкхум Нунгнадда Ваннасук 7-6(5) 5-7 [10-8]    | Чэнь И Кумико Иидзима                       |
| 13 декабря  | Al Habtoor Tennis Challenge Дубай, ОАЭ $75,000 — Хард Турнир 2010 | Саня Мирза 4-6 6-3 6-0                                  | Бояна Йовановски                            |
| 13 декабря  | Al Habtoor Tennis Challenge Дубай, ОАЭ $75,000 — Хард Турнир 2010 | Юлия Гёргес Петра Мартич 6-4 7-6(4)                     | Саня Мирза Владимира Углиржова              |
| 20 декабря  | Кимчхон, Южная Корея $10,000 — Хард Турнир 2010                   | Ким Кун Хе 4-6 6-1 6-3                                  | Хон Хён Хи                                  |
| 20 декабря  | Кимчхон, Южная Корея $10,000 — Хард Турнир 2010                   | Хон Хён Хи Ким Кун Хе 6-4 7-5                           | Ким Чи Юн Ким Чун Ын                        |
| 20 декабря  | Пуна, Индия $25,000 — Хард Турнир 2010                            | Бояна Йовановски 6-4 6-4                                | Нина Братчикова                             |
| 20 декабря  | Пуна, Индия $25,000 — Хард Турнир 2010                            | Нина Братчикова Александра Панова 6-3 7-6(2)            | Сатиэ Исидзу Анна Шкудун                    |